# Хокинс, Роберт
Роберт Хокинс (англ. Robert Hawkins) — американский массовый убийца, который 5 декабря 2007 года устроил расстрел в торговом центре Вон Маур, в результате чего погибли восемь человек и ещё пятеро получили ранения. Хокинс застрелился на месте преступления.

## Биография
Роберт родился в Саффолке, Великобритания, в семье Рональда Хокинса и Марибель Родригес. В возрасте четырёх лет он с семьей переехал в США, проживал на ферме в 16 километрах от Омахи. Известно, что он посещал психиатра и страдал частыми расстройствами психики. В возрасте 14 лет он был отправлен для принудительного лечения в клинику, после того как напал на своего одноклассника с топором. В марте 2006 года он окончил Попилонлавистскую старшую школу. Известно, что Роберт был огорчен, что его уволили с работы, и он поссорился с девушкой за две недели до происшествия. Также известно, что 24 ноября 2007 года Роберт был задержан за вождение автомобиля в нетрезвом виде. Суд над ним должен был состояться 19 декабря 2007 года. Также известно, что Роберт угрожал убить местного подростка, который, по его мнению, украл DVD-проигрыватель. Предсмертная записка Хокинса содержала следующий текст: «Я хочу умереть стильно и стать известным, для этого мне нужен автомат и несколько десятков патронов…». Ещё в записке содержалось его завещание и извинения перед семьей и друзьями. При вскрытии в его теле было обнаружено 200 мг Диазепама.

## Стрельба
5 декабря 2007 года в 13:43 вооружённый АКМ Роберт Хокинс вышел из лифта на третьем этаже торгового центра «Вон Маур» (Von Maur) в городе Омаха (штат Небраска, США) и открыл беспорядочный огонь по посетителям торгового центра. Через шесть минут, в 13:49, Хокинс застрелился. Перед этим он произвёл 47 выстрелов. 

13 декабря 2007 года семья Хокинса принесла официальные извинения семьям погибших.